# Piptochaetium angustifolium
Piptochaetium angustifolium är en gräsart som först beskrevs av Albert Spear Hitchcock, och fick sitt nu gällande namn av Juan I. Valencia och Costas. Piptochaetium angustifolium ingår i släktet Piptochaetium och familjen gräs. Inga underarter finns listade i Catalogue of Life.